# Psicanálise existencial
Psicanálise existencial é uma linha de psicoterapia fundada pelo filósofo francês Jean-Paul Sartre.
Sartre propôs uma psicanálise existencial como alternativa à psicanálise freudiana. Enquanto a psicanálise freudiana olha retrospectivamente para o passado, a psicanálise existencial de Sartre adota uma perspectiva prospectiva, direcionada para o futuro.
Em sua obra magna “O Ser e o Nada”, Sartre introduz a psicanálise existencial de forma marcante. Em um capítulo específico, ele explora a subjetividade, a liberdade e a angústia existencial. No entanto, essa abordagem também se manifesta em outras obras. Em “O Idiota da Família”, uma monumental biografia sobre o escritor Gustave Flaubert, Sartre aplica sua psicanálise existencial para investigar a vida de Flaubert, explorando suas motivações, desejos e relações com os outros. Além disso, a noção de psicanálise existencial, conforme proposta por Sartre em “O Ser e o Nada”, igualmente está presente na biografia sobre o escritor Jean Genet, na obra sartriana “Saint Genet - Ator e Mártir”.
Desta maneira, a psicanálise existencial, segundo seu próprio fundador, Sartre, “é um método destinado a elucidar, com uma forma rigorosamente objetiva, a escolha subjetiva pela qual cada pessoa se faz pessoa, ou seja, faz-se anunciar a si mesmo aquilo que ela é”.

## Psicologia fenomenológica-exisntecial
Ao lado da Daseinsanalyse, a Psicanálise Existencial compõe o campo conhecido como Psicologia Fenomenológica-Existencial. Hoje, existem possibilidades para uma clínica inspirada no pensamento de Sartre. Essa prática clínica, a partir de uma perspectiva sartriana, fundamenta-se na exploração heurística dos legados deixados por Sartre, incluindo sua psicologia fenomenológica original e sua psicanálise existencial.